# Coppa Bruno Carotti

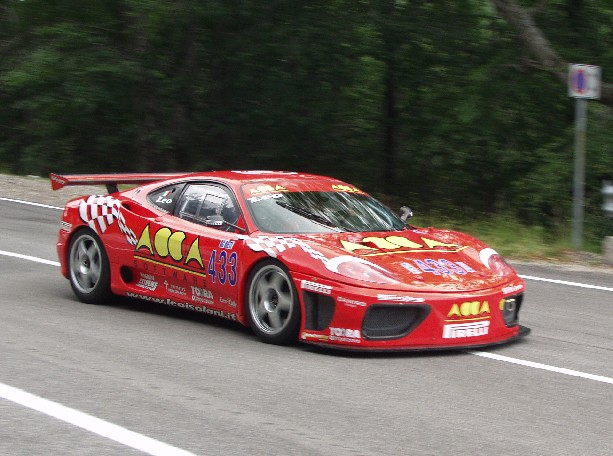
Una Ferrari 360 Modena in gara alla Coppa Bruno Carotti edizione 2003

La Coppa Bruno Carotti o Rieti-Terminillo è una cronoscalata automobilistica, che si svolge sulla strada statale 4 bis che collega Rieti al monte Terminillo. Organizzata dall'ACI di Rieti, è valida per il campionato Italiano Velocità Montagna e per il campionato europeo della stessa specialità.
Il nome della coppa è dedicato al pilota reatino Bruno Carotti, morto nel settembre 1950 mentre disputava una gara su quel percorso.

## Percorso
La partenza è posta in località Lisciano (al km 5,400 della Strada statale 4 bis del Terminillo) l'arrivo è situato al km 20,500 della stessa strada in località Campoforogna.
I 15 km del tracciato si sviluppano lungo un dislivello di 1125 metri per una pendenza media dell'8%.
Le caratteristiche della strada (tratti a forte pendenza intervallati da tratti medio veloci, quattro tornanti e due chicane) rendono il percorso tra i più veloci e selettivi d'Europa.

## Storia

### La nascita della competizione (1966-1975)
Già nella prima metà del XX secolo erano state organizzate manifestazioni motoristiche lungo la strada del Monte Terminillo; ad esempio nel 1939 si svolse una gara di velocità valida come eliminatoria del "Volante d'Argento".
La prima edizione della gara, organizzata dall'Automobil Club di Rieti, fu inserita nel calendario nazionale il primo fine settimana del mese di ottobre del 1966 e fu vinta dal fiorentino Romano Martini in arte "Sangrylà". Il toscano vinse a bordo di un'Alfa Romeo TZ1 giungendo in vetta col tempo di 8'10" alla media di 110 km/h, sul podio i piloti della scuderia Sagittario, Marignani e Barbaduscia. L'anno successivo, 1967, fu la volta di Gano con la sua Porsche Carrera 6 chiuse la gara in 7'50" stabilendo così il nuovo record della corsa.
La Coppa Carotti cominciò a vedere il meglio della specialità nel giugno del 1968. Per la
terza edizione scesero in pista i migliori piloti Italiani, partecipanti al Campionato Italiano Velocità Salita. Vinse Franco Pilone, il pilota preferito da Carlo Abarth che trionfò al volante di una Porsche Carrera 6 in 7'47" abbassando di tre secondi il precedente record e lasciandosi tranquillamente alle spalle il toscano “Riccardone”, al secolo Carlo Benelli, titolare della Superiride, uno dei migliori interpreti dell'Alfa Romeo Gta. Nel gruppo 2 classe 500 la signorina Liliana de Menna stupì tutti vincendo una classe affollata da 13 concorrenti e stabilendo il record in 10'36” 6.
Nel 1969 Pilone bissò il successo al volante di una Fiat Abarth 2000, arrivando in cima con il tempo di 7'12" e ritoccando di ben 35 secondi il record dell'anno prima. Dietro di lui il futuro campione Domenico Scola che giunse alle sue spalle con tre secondi di ritardo.
Nel 1970 per la quinta edizione ci furono dei problemi e non tutti i big di allora presero parte alla corsa. Niente Pilone, Scola e Riccardone. Vinse Giuseppe Marotta a bordo di un'Alfa Romeo Gta con il tempo di 8'05". L'anno appresso, e siamo nel 1971, tornarono i campioni. Torna Franco Pilone che vinse al volante di una Fiat Abarth affidatagli da Abarth in persona, tagliando il traguardo il 6'41" alla media di oltre 130 km/h.
L'edizione del 1972 segnò l'esordio nella corsa di Mauro Nesti che diventerà l'uomo simbolo della cronoscalata reatina. Nesti, che ha poco meno di trent'anni, completò il percorso in 6'29" con una Chewron B21 lasciandosi alle spalle Pilone e il suo record. L'anno successivo Nesti volò sul Terminillo con una March BMW con il tempo straordinario di 6'19" alla media di oltre 140 km/h. Nel 1974 è sempre lui a comandare. Stavolta, però, al volante di una Lola BMW T294 non riuscì a ritoccare alcun record.

### Il salto qualitativo della validità europea (1975-1981)

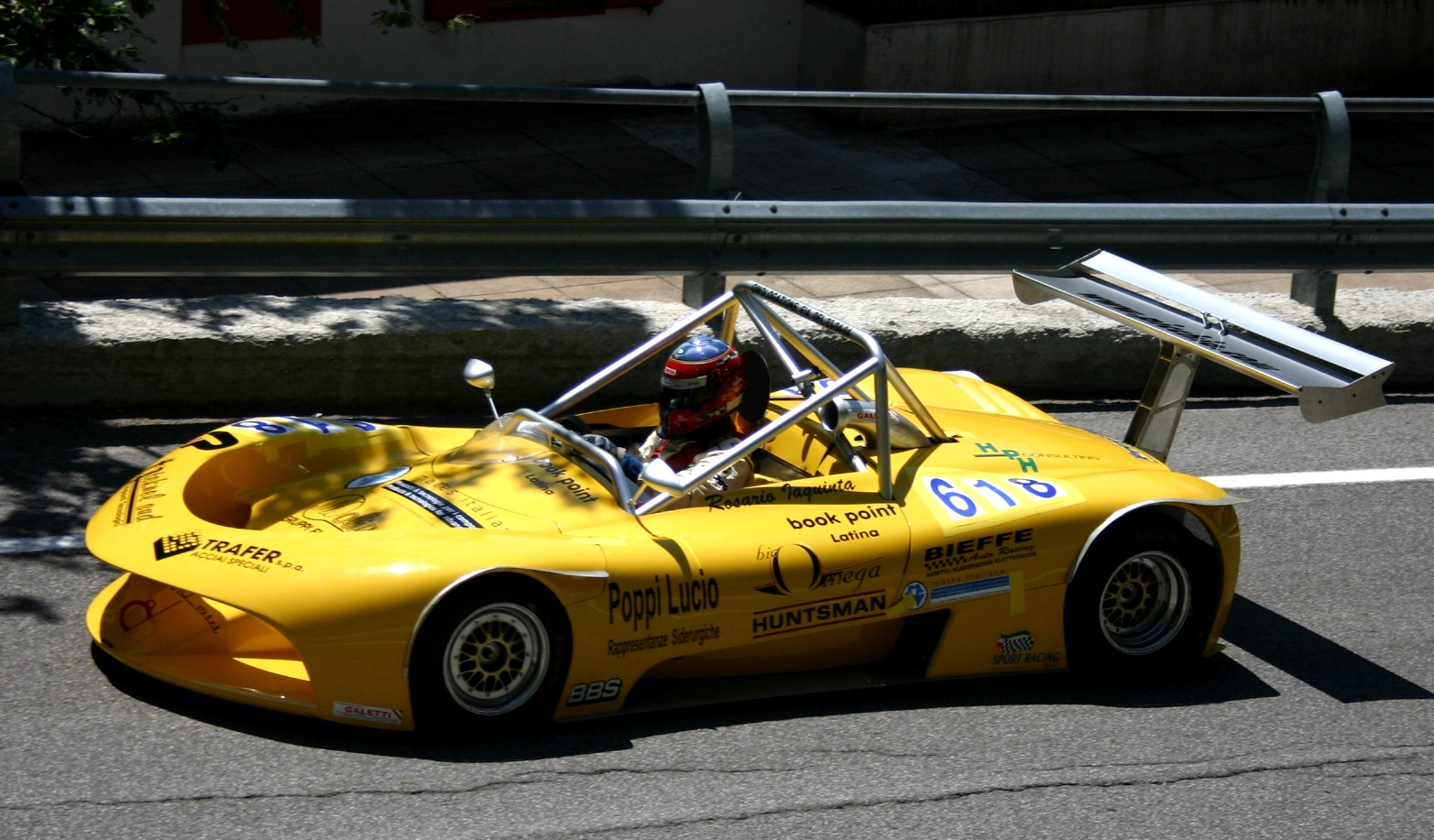
Una Picchio Honda in gara nell'edizione 2004

Nel 1975 giunse finalmente la validità europea. L'edizione fu nobilitata dalla presenza di molte vetture competitive, tra le quali la sibilante Porsche 908/4 turbo iscritta dalla scuderia Nettuno per il tedesco Jost. Il grande favorito Mauro Nesti, che quell'anno si laureò Campione d'Europa, fu sorprendentemente battuto transalpino Michei Pignard, che a bordo di una bianca March BMW 75/S distaccò Nesti di quasi due secondi giungendo a Campoforogna in 6'13" alla media di 143,4 km/h. L'anno successivo, Nesti risalì sul gradino più alto per il suo quarto successo in cinque partecipazioni, ma la sua fiammante Chewron Cosworth non gli consentì di riprendersi il record, anche se si consolò laureandosi nuovamente campione d'Europa a fine anno.
Il 1976 segnò il salto qualitativo a livello di organizzazione: 90 commissari di percorso, dislocati su 45 posizioni fisse, dotati di radiotelefoni, assicurano ai concorrenti una protezione riscontrabile solo nei circuiti fissi.
Nel 1977 la corsa chiamò a sé solo gli italiani impegnati nel campionato tricolore e senza i mostri sacri fu una passeggiata per Gianni Varese che con l'Osella BMW salì sul Terminillo in 6 minuti e 25 secondi. Dietro di lui Domenico Scola che per vincere la Coppa Carotti ha dovuto aspettare ben trentasei anni. Nel 1978, per l'edizione numero tredici, tornarono i campioni. A vincere fu Nesti che con la sua Lola BMW mise in riga il francese Pignard, chiudendo in 6 minuti e 6 secondi, e frantumando il record firmato tre anni prima dal francese, alla media di quasi 150 km/h.
L'edizione del 1979 fu sottotono rispetto alle precedenti: mancavano i grandi della specialità, impegnati nel rush finale dell'Europeo, che quell'anno non si svolse a Rieti. A darsi battaglia ci pensarono i tanti italiani ed in particolar modo una nutrita schiera di piloti reatini. Vinse Mario Casciaro che chiuse la sua gara col tempo di 6'26" a bordo di una Osella PA6 motorizzata BMW.
Nel 1980 per la quindicesima edizione si tornò alla validità europea. Fu una delle migliori corse andate in scena fino a quel momento. Tutti aspettavano con ansia il duello tra Michael Pignard e Mauro Nesti che non delusero le aspettative dei quasi 15.000 spettatori presenti lungo tutto il tracciato. Nesti tagliò il traguardo in un ottimo 6'10" ma Pignard lo superò con 6'6" e 74 centesimi riuscendo per soli 19 centesimi a battere il record che Nesti deteneva dal '78. Per Pignard, fino a quel momento unico straniero a vincere la Carotti, fu il secondo successo sul Terminillo che gli consentì di laurearsi campione d'Europa.

### Il dominio di Nesti (1981-1992)
Intanto l'evoluzione dei motori proseguiva a ritmo serrato e nel 1981 Mauro Nesti si presentò alla partenza con una fiammante Osella PA8 BMW. Non c'è più Pignard e il toscano torna alla
vittoria sulla "sua" montagna, con il tempo di 6'08". Per altri cinque anni, fino al 1986, Mauro Nesti diventa il padrone assoluto dominando sei edizioni consecutive della Coppa Carotti, abbassando il record sino a 6'02"5 con 149 km/h di media.
La XIX edizione 1984 vide infrangersi la barriera dei 6 minuti: Mauro Nesti impiegò 5'58” 39 (con una media superiore al 150 all'ora) per coprire i 15,100 km che separano la colonna di lisciano dall'arrivo. Dietro di lui si piazzano Casciaro, il tedesco Stenger e Baribbi che pur disponendo della stessa vettura di Nesti non riuscì ad andare oltre la quarta posizione. Il dominio continuò anche nel 1985 quando a bordo dell'Osella PA9 Bmw si aggiudicò la ventesima edizione abbassando ancora il suo record sino a 5 minuti, 56 secondi e 86 centesimi. Per Nesti si trattò della
decima vittoria su quattordici partecipazioni.
Nel 1986 Nesti conquista la sesta vittoria di fila che lo consacra il più forte.
Un monologo che il pilota toscano chiude con il tempo di 6'03" dietro di lui ancora Baribbi e
Stenger. Nell'edizione numero 22, anno 1987, dopo 16 anni torna alla vittoria il redivivo Franco Pilone con l'Osella Bmw. La gara era valida per il solo campionato italiano e la quarta vittoria personale di Pilone, con un modesto 6'34", riporta sulla Terra i concorrenti.
Nel 1988 la corsa torna ad essere valida per l'Europeo. La vittoria va ancora a Mauro Nesti che chiude la gara in 6' netti, ma l'idolo del pubblico fu lo spagnolo Andres Vilarino che pur classificandosi al terzo posto, a bordo della sua Lola Repsol entusiasmò il pubblico. Secondo si piazzò ancora una volta Baribbi.
Nel 1989 fu la pioggia la vera protagonista della corsa. Gara valida per il campionato italiano che vede trionfare Maurizio Iacoangeli con l'Alfa Romeo 75. Alle sue spalle giunge il reatino Claudio Giobbi che qualche anno più tardi diventerà campione d'Italia. Nel 1990 la Coppa Carotti festeggiò i suoi venticinque anni con la tredicesima vittoria di Mauro Nesti che scalò il Terminillo in 6 minuti e 4 secondi.
L'anno successivo Nesti si trovò a dividere il ruolo di favorito con lo spagnolo Egozgue. Il duello terminò in favore dell'italiano che oltre alla vittoria batte ancora il suo record,
che durava da sei anni: 5'55"81. Secondo Egozkue che salirà alla ribalta negli anni successivi, terzo ancora Baribbi.
Questa fu la quattordicesima e ultima vittoria di Mauro Nesti, a cui seguirono tre
secondi posti prima dell'addio alle corse.

### Irlando, l'erede di Nesti (1992-2000)
Nel 1992, finita l'era di Nesti iniziò quella del pugliese Pasquale Irlando che in quell'anno vince la sua prima Coppa Carotti al volante di un Osella Bmw, migliorando il record del tracciato con 5'55"26 che però durerà soltanto una stagione.
Nel 1993 fu lo spagnolo Francisco (detto "Pablo") Egozkue ad aggiungere il suo nome nell'Albo d'oro della corsa che fino a quel momento vedeva in Pignard l'unico straniero ad aver trionfato sul Terminillo. Egozkue oltre a vincere ed allineare dietro di lui l'andorrano Joan Vinyes Dabad e l'inossidabile Nesti, segnò il nuovo record fermando il cronometro sul tempo di 5'52"61 tre secondi meglio di quello di Irlando. Al termine di quel campionato, Egozgue portò a casa anche il titolo europeo. Lo spagnolo si ripeté l'anno dopo, nel 1994. Alle sue spalle giunsero ancora una volta Dabad e l'emergente Fabio Danti.
Nel 1995 i favoriti erano il tedesco Faustmann, Irlando, Savoldi, Regosa e Faggioli. Faustmann domina le prove libere ma in gara deve arrendersi a Irlando che torna al trionfo con la nuovissima Osella PA20 e demolisce il record di Egozgue con il tempo di 5'47"59 alla media di 156 km/h. Nesti, che ancora non ne vuole sapere di smettere, arriva secondo mentre Faustmann si piazza terzo.
Nel 1996 Irlando arriva alla Carotti da detentore del titolo continentale e di numerosi record sui tracciati. Lo sfidante principale è Mirko Savoldi, che ingaggia con Irlando un duello a distanza. Irlando però non ha problemi a confermarsi campione, migliorando il suo stesso record di 40 centesimi. Savoldi si deve accontentare del secondo posto mentre al terzo giunge ancora il tedesco Faustmann.
Savoldi si riscatta l'anno dopo: Irlando non va oltre il quarto posto, e il pilota della Lucchini BMW vince la sua prima Carotti portando il record a 5'41"94. Al secondo posto giunge Ricky, terza posizione, ancora una volta per Faustmann. Nel 1998 Irlando si riprese il trono nonostante la pioggia che cadde solo nella seconda metà del tracciato. Dietro di lui giunse Nesti, mentre sul gradino più basso del podio si piazza "l'armadio altoatesino" Franz Tschager.
La trentaquattresima edizione, 1999, fu una delle più spettacolari della storia. Pasquale Irlando all'apice della sua carriera, arrivò al Terminillo da grande favorito. A sfidarlo per la vittoria della Carotti e del titolo europeo era Tschager.
L'altoatesino sfilò sotto lo striscione dell'arrivo con il tempo record di 5'40"20
ma Irlando, nonostante una sbandata in prossimità della curva del Villaggio dove urtò il guard rail con il flap della ruota anteriore destra, riuscì a fermare il cronometro sul tempo di 5'37"97 alla media di quasi 160 km/h.

### La Gara alla luce delle nuove norme sulla sicurezza (2000-2009)
Nel corso dell'anno 2000 il mondo delle cronoscalate fu turbato dalle morti di due piloti: Fabio Danti (incidente mortale nella Caprino-Spiazzi) e Amodio. La CSAI brancola nel buio e le regole si fanno severe, manca però il buon senso: alle nuove regole per i prototipi si affiancano rigide imposizioni per strade che mai potranno diventare circuiti. Il percorso della Carotti si presenta con la doppia lama nei guard rail lungo tutti i 15 km (enorme sforzo da parte delle amministrazioni locali) e intervallato da 4 chicanes. Irlando, con il tempo di 5'52"37,  firmò il suo sesto successo nella Carotti e Tschager Cinelli chiudono alle sue spalle.
L'edizione numero 36 del 2001, nonostante l'ammutinamento dei prototipi (solo 4 vetture sport presero il via) si concluse regolarmente. Vincitore Domenico Scola, il leggendario "Don Mimì", che alla veneranda età di 71 anni (che avrebbe compiuto a novembre di quell'anno) e con ben 32 partecipazioni alle spalle, concluse la Rieti Terminillo (divisa in due manche, amputata della parte più veloce del percorso e con 4 chicanes) con il tempo totale 7'49.86; con lui sul podio Fabrizio Peroni e Roberto Di Giuseppe.
A inizio 2002 sembrò che la Carotti dovesse perdere la validità europea forse in favore di un'altra corsa italiana. L'impegno degli organizzatori, in questo affiancato dalla ferrea volontà delle amministrazioni cittadine, riuscì però a salvare la corsa e così nel 2002 fu Franz Tschager, dominatore incontrastato delle ultime tre edizioni del campionato
europeo, a vincere la corsa con il tempo di 5'50.40, lasciando a Regosa e Kramsky gli altri due gradini del podio. Da ricordare la prestazione di Alessandro Gabrielli, primo arrivato tra le vetture stradali a bordo di un'Audi A4 ST con un tempo di 6'54.760, che gli valse il 14º posto nella classifica assoluta.

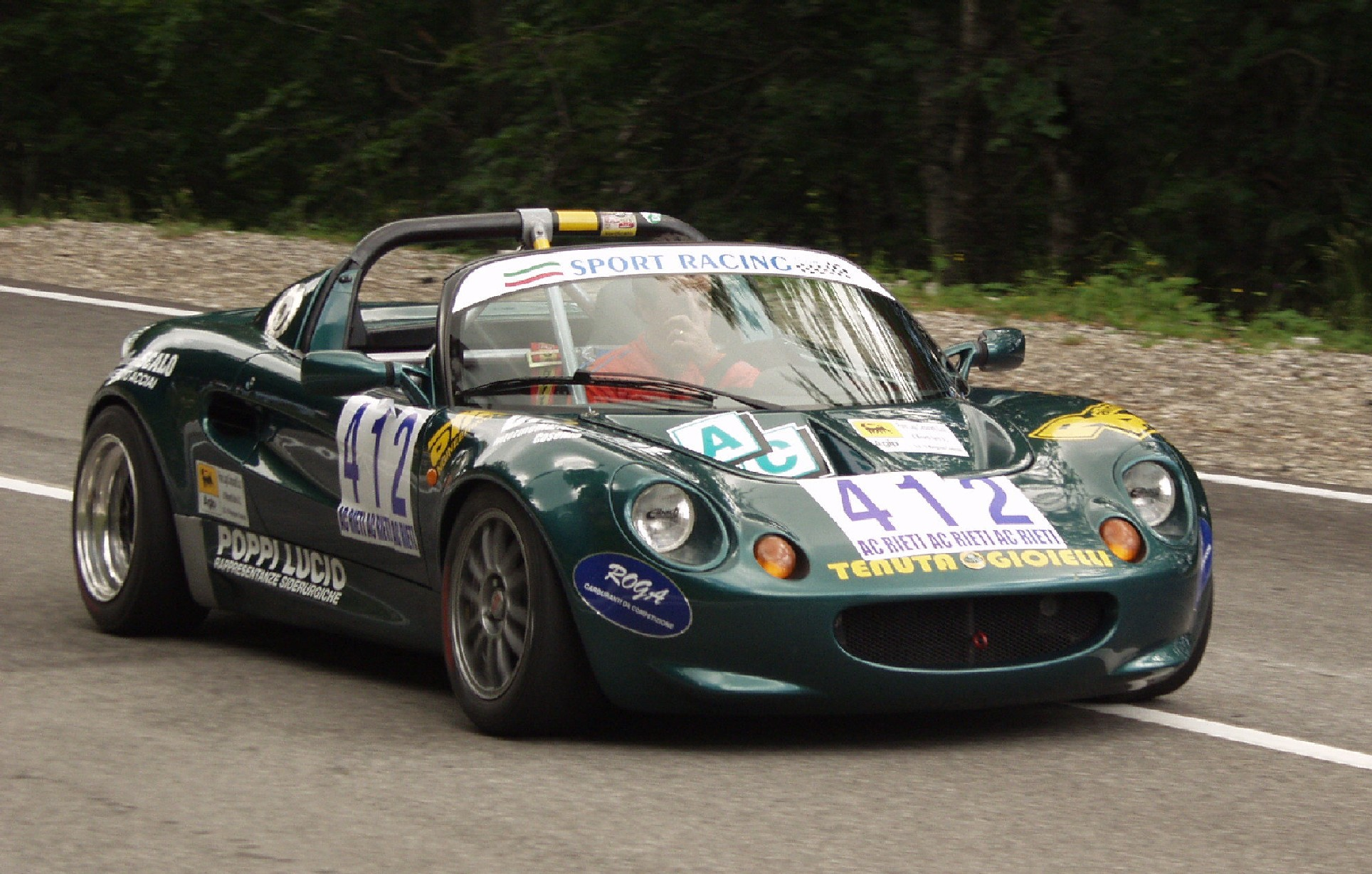
Una Lotus Elise in gara nell'edizione 2003

Nel 2003, per l'edizione numero trentotto, la lotta per la vittoria fu un affare fra due giovani emergenti: Simone Faggioli e Denny Zardo. Un testa a testa vinto alla fine
da Faggioli con il tempo di 5'45'’50, con l'Osella PA20/S, lasciando a Zardo un secondo di rabbia e di distacco. Faggioli si ripeté anche l'anno seguente con 6'02", tempo modesto ma comunque di tutto rispetto.
Nel 2005 tornò la sfida tra Zardo e Faggioli che alla Coppa Carotti dovevano trovare i punti necessari alla conquista del Campionato Italiano. Faggioli dopo poche curve sbanda e finisce la sua corsa contro una parete di roccia dove, oltre alla gara, s'infrange il sogno di riconquistare il Campionato. Zardo non si lascia scappare l'occasione, arriva al Terminillo in 6'01"84 aggiudicandosi la Coppa Carotti e, alla fine, anche il tricolore. Da registrare due debutti sul tracciato reatino: quello di una monoposto di F.3000, guidata da Renzo Napione; e quello del pilota tedesco Joerg Weidinger, che a bordo di una BMW M3 E36 completò la salita in 7'10.04, e che nel biennio 2005-2006 avrebbe vinto il campionato europeo della montagna nella categoria delle vetture di produzione.
Quella del 2006 può essere considerata per certi versi un'edizione sottotono. Le prove del sabato vennero dominate dalla Lola di F.3000 di Giulio Regosa, che nella seconda manche fu l'unico a scendere sotto i 6 minuti, con un tempo di 5'58.90. La gara venne interrotta dalla pioggia, cominciata a cadere quando le monoposto ed alcuni prototipi (tra cui quello di Simone Faggioli) non erano ancora partite. Questa interruzione consentì a Pasquale Irlando, salito con il numero di gara 444 a bordo di una Osella Pa21 e plurivincitore della Coppa Carotti, di tornare alla vittoria con il tempo di 6'04"62.
Le prestazioni di due piloti tedeschi meritano sicuramente una menzione: quelle di Georg Plasa e Joerg Weidinger. Plasa, al debutto sul tracciato del Terminillo ed iscritto nella categoria E1 FIA con la sua BMW 320 motorizzata con un V8 Judd da oltre 500 CV, si classificò secondo assoluto, a poco più di 10 secondi dal vincitore, con un tempo di 6'14.72; nelle prove aveva esordito con un tempo di 6'40.72 cui era seguito, nella seconda manche, un tempo di 6'25.75. L'altro tedesco, Weidinger, alla sua seconda esperienza al Terminillo (aveva debuttato l'anno precedente) ed iscritto nel Gruppo N con una BMW M3 E36, portò il suo record personale a 7'05.16, che gli valse la vittoria nel Gruppo N e la 19ª posizione nella classifica assoluta.
Il 2007 vide il record di iscrizioni, oltre 280 con oltre 20 Formula, oltre alla presenza di campioni come lo spagnolo Ander Vilarino ed il tedesco George Plasa. A vincere è stato proprio il fortissimo Ander Vilarino, che l'8 luglio, al debutto assoluto sul tracciato del Terminillo, scalò il Terminillo a bordo di una Reynard col tempo record di 5'31.02.
L'edizione 2008 ha visto sul primo gradino del podio Denny Zardo che a bordo di una REYNARD V8 F. NIPPON ha fermato il cronometro su 5'34.006. Secondo a soli 2.886 sec. Simone Faggioli su Osella PA 27, al terzo posto, distaccato di 12.455 secondi, il pilota trentino Christian Merli su LOLA ZYTEK B99/50.
L'edizione 2009, svoltasi alla fine di giugno (27-28 giugno) e caratterizzata dalla pioggia e dal freddo nel sabato di prove, è stata letteralmente dominata da Simone Faggioli. Il pilota toscano, a bordo della nuova Osella Fa30 con motore Zytek 3000 cm³, ha portato il record del tracciato reatino ad uno strabiliante 5'23.812 (166.7 km/h di media), infliggendo a David Baldi, secondo arrivato anche lui su Osella Fa30 3000 cm³, un distacco di 15.083 secondi. Di valore assoluto la prestazione di Denny Zardo, su Ferrari F430, primo tra le vetture stradali con un tempo di 6'20.106 a 142.1 km/h di media. Da ricordare l'incidente nel quale Evans Lanfranco ha distrutto in gara la sua Ferrari 360 nella curva più veloce del tracciato, per fortuna conclusosi senza conseguenze fisiche per il pilota.

### Gli anni della crisi economica (2010-2021)
L'anno 2010 la gara va in scena il 9-10-11 luglio con condizioni climatiche che impongono sole a temperature elevate, favorevoli ai fini dello svolgimento. La manifestazione vede la conferma, per il secondo anno consecutivo, di Simone Faggioli, sempre alla guida della Osella Fa30 Zytek che taglia il traguardo con il tempo di 5'21.27 (167.6 km/h di media),un tempo molto più basso rispetto a quello dell'anno precedente, poiché il percorso è stato accorciato di circa 900 metri, poiché dopo le manche di prova l'asfalto nella zona del traguardo si era sgretolato. È un'edizione che rispetto alla precedente ha fatto registrare qualche iscritto in meno alla partenza. I motivi sono da rincodurre alla crisi economica che ha investito anche il mondo dei motori. Al secondo posto, dietro il pilota toscano, si classifica Michele Camarlinghi al volante della Osella PA30 Zytek, distacco di 14 secondi da Faggioli, con il tempo di 5'14.86 (160.4 km/h di media).
L'edizione del 2011, disputata il 10 luglio, vede un buon numero di iscritti, anche se la vicinanza con la Coppa Paolino Teodori, la Trento-Bondone e la Sarnano-Sassotetto costringe diversi piloti a saltare la Carotti per motivi di budget. Dopo prove promettenti con Faggioli in testa, la gara è funestata da un tragico incidente mortale, in cui perde la vita il pilota tedesco Georg Plasa. Il cinquantunenne, a bordo della sua nuova BMW 134 V8 Judd, alle 14.23 si schianta contro il costone della montagna, all'altezza del 4° tornante; prontamente soccorso e trasportato in eliambulanza al Policlinico Gemelli di Roma, muore poco dopo il ricovero. In seguito all'incidente la gara è stata sospesa, e la magistratura ha aperto un'inchiesta per scoprirne le cause. Con quella di Lionel Regal a Saint-Ursanne, si tratta della seconda morte in una cronoscalata automobilistica di montagna in meno di un anno.
L'edizione del 2012 è stata cancellata per mancanza di fondi, dovuta alla crisi economica generale ma soprattutto al difficile momento vissuto dagli Enti locali che finanziavano l'evento (in particolare il Comune di Rieti, che si trova ad affrontare un debito totale di 60 milioni di euro).
L'edizione 2013 (1° "Tribute Georg Plasa"), disputata il 1º settembre, ha visto il trionfo del pilota trentino Christian Merli, che ha completato il percorso col tempo di 5'31"77 a bordo di un'Osella Pa 2000, mentre il favorito Faggioli è stato costretto al ritiro per aver rotto il motore. L'edizione è stata auto-finanziata per mezzo di una lotteria, che con circa 20 000 biglietti venduti ha permesso lo svolgimento della gara sul tradizionale percorso di 15 km (da Lisciano a Campoforogna), senza doverlo ridurre.
L'edizione 2015 vede la conferma di Faggioli, che vince con il tempo di 4’46”36 su un tracciato ridotto a 13,450 Km. Nel 2016 la manifestazione viene nuovamente cancellata per mancanza di fondi.
Nel 2019 la gara torna ad essere valida per il Campionato Italiano Velocità Montagna; l'edizione vede il percorso accorciato a 8,05 km dai 13,45 originariamente previsti a causa della presenza di nebbia nella parte finale del percorso.

### La ripresa post-COVID (2022-oggi)
Dopo due anni di stop forzato dovuto all'emergenza sanitaria del COVID-19, la gara è tornata a disputarsi con l'edizione 2022, valida per il Campionato Italiano Velocità Montagna. La competizione vede il ritorno alla vittoria di Faggioli, alla sua prima partecipazione dalla vittoriosa edizione 2015, con il tempo di 4'51"17. Si utilizza definitivamente il tracciato di 13,450 km.
L'edizione 2023 vede nuovamente vittorioso Faggioli, che con il tempo di 4'48"72 stabilisce anche il nuovo record sulla versione attuale del tracciato. Al di fuori della gara in sé, crescono gli eventi legati alla Coppa Carotti, con la novità dello svolgimento di parate di auto sportive e da corsa sia recenti che storiche all'interno del weekend di gara (Rieti Terminillo Classic e Rieti Terminillo Tribute)
Nell'edizione successiva, valida per il nuovo campionato Supersalita, Faggioli - presentatosi con un nuovo modello di prototipo, la Nova Proto NP01, centra il tris di vittorie consecutive, impresa che non capitava dalle vittoriose annate 98-99-2000 di Pasquale Irlando. Con un tempo di 4'50"76, però, il pilota toscano non riesce a migliorare il record del tracciato stabilito l'anno precedente. Viene introdotto nell'evento un nuovo format, chiamato Set The Time, nel quale Simone Faggioli, dopo la fine della gara, avrebbe guidato - in una salita cronometrata - un'auto di serie (In questo caso, una Porsche 992 Turbo S). Il tempo stabilito è stato di 6’09″10.
L'edizione 2025 vede la riconferma e l'estensione delle iniziative legate all'evento; il format "Set The Time" raddoppia, con il terzo classificato alla Pikes Peak International Hill Climb Diego Degasperi atteso alla guida di una Abarth 600e alla fine delle prove del sabato, e Simone Faggioli atteso alla guida di una Dallara Stradale EXP alla fine della gara della domenica. Dopo due sessioni di prove dominate dal toscano, una gara caratterizzata da numerose interruzioni per incidenti e rotture genera incertezza sulle salite degli ultimi corridori, con la previsione di piogge nel pomeriggio. Alla fine, le precipitazioni arrivano nel finale, proprio quando i big stanno effettuando le loro salite. A farne maggiormente le spese è il favorito Faggioli, che si ritrova le condizioni di meteo e tracciato peggiori e non riesce ad andare oltre l'undicesimo posto. Vince la sua prima Coppa Carotti in carriera l'abruzzese Stefano di Fulvio, capace di gestire al meglio l'arrivo delle prime gocce. Il temporale abbattutosi sul Reatino impedisce anche lo svolgimento del Set The Time.

## Albo d'oro
| Anno | Vincitore                                     | Auto                                          | Tempo                                         | Nuovo record                                  |
| ---- | --------------------------------------------- | --------------------------------------------- | --------------------------------------------- | --------------------------------------------- |
| 1966 | “Sangrylà”                                    | Alfa Romeo TZ1                                | 8 min 10 s                                    | Si                                            |
| 1967 | “Gano”                                        | Porsche Carrera 6                             | 7 min 50 s                                    | Si                                            |
| 1968 | Franco Pilone                                 | Porsche Carrera 6                             | 7 min 47 s                                    | Si                                            |
| 1969 | Franco Pilone                                 | Fiat Abarth 2000                              | 7 min 12 s                                    | Si                                            |
| 1970 | Giuseppe Marotta                              | Alfa Romeo GTA                                | 8 min 05 s                                    |                                               |
| 1971 | Franco Pilone                                 | Fiat Abarth                                   | 6 min 41 s                                    | Si                                            |
| 1972 | Mauro Nesti                                   | Chevron B21                                   | 6 min 29 s                                    | Si                                            |
| 1973 | Mauro Nesti                                   | March BMW                                     | 6 min 19 s                                    | Si                                            |
| 1974 | Mauro Nesti                                   | Lola T294 BMW                                 | 6 min 32 s                                    |                                               |
| 1975 | Michel Pignard                                | March BMW                                     | 6 min 13 s                                    | Si                                            |
| 1976 | Mauro Nesti                                   | Chevron Cosworth                              | 7 min 31 s                                    |                                               |
| 1977 | Gianni Varese                                 | Osella BMW                                    | 6 min 25 s                                    |                                               |
| 1978 | Mauro Nesti                                   | Lola BMW                                      | 6 min 06 s 93                                 | Si                                            |
| 1979 | Mario Casciaro                                | Osella 6 BMW                                  | 6 min 26 s                                    |                                               |
| 1980 | Michel Pignard                                | Toj BMW                                       | 6 min 06 s 74                                 | Si                                            |
| 1981 | Mauro Nesti                                   | Osella PA8 BMW                                | 6 min 08 s                                    |                                               |
| 1982 | Mauro Nesti                                   | Osella PA8 BMW                                | 6 min 06 s 52                                 | Si                                            |
| 1983 | Mauro Nesti                                   | Osella PA9 BMW                                | 6 min 02 s                                    | Si                                            |
| 1984 | Mauro Nesti                                   | Osella PA10 BMW                               | 5 min 58 s                                    | Si                                            |
| 1985 | Mauro Nesti                                   | Osella PA9 BMW                                | 5 min 56 s                                    | Si                                            |
| 1986 | Mauro Nesti                                   | Osella BMW                                    | 6 min 03 s                                    |                                               |
| 1987 | Franco Pilone                                 | Osella BMW                                    | 6 min 34 s                                    |                                               |
| 1988 | Mauro Nesti                                   | Osella BMW                                    | 6 min 00 s                                    |                                               |
| 1989 | Maurizio Iacoangeli                           | Alfa 75                                       | 8 min 05 s                                    |                                               |
| 1990 | Mauro Nesti                                   | Osella BMW                                    | 6 min 04 s                                    | Si                                            |
| 1991 | Mauro Nesti                                   | Osella BMW                                    | 5 min 55 s 81                                 | Si                                            |
| 1992 | Pasquale Irlando                              | Osella BMW                                    | 5 min 55 s 26                                 | Si                                            |
| 1993 | Pablo Ezgozkue                                | Osella PA9                                    | 5 min 52 s 61                                 | Si                                            |
| 1994 | Pablo Ezgozkue                                | Osella PA10                                   | 5 min 51 s 61                                 | Si                                            |
| 1995 | Pasquale Irlando                              | Osella PA20                                   | 5 min 47 s 59                                 | Si                                            |
| 1996 | Pasquale Irlando                              | Osella PA20                                   | 5 min 46 s 19                                 | Si                                            |
| 1997 | Mirko Savoldi                                 | Lucchini BMW                                  | 5 min 41 s 94                                 | Si                                            |
| 1998 | Pasquale Irlando                              | Osella PA20                                   | 5 min 44 s 26                                 |                                               |
| 1999 | Pasquale Irlando                              | Osella PA20S                                  | 5 min 37 s 97                                 | Si                                            |
| 2000 | Pasquale Irlando                              | Osella PA20S                                  | 5 min 52 s 37                                 |                                               |
| 2001 | Domenico Scola                                | Osella                                        | 7 min 49 s 85 (2 manches)                     |                                               |
| 2002 | Franz Tschager                                | Osella Garda Kart                             | 5 min 50 s 40                                 |                                               |
| 2003 | Simone Faggioli                               | Osella PA20S                                  | 5 min 45 s 50                                 |                                               |
| 2004 | Simone Faggioli                               | Osella PA20S                                  | 6 min 02 s 00                                 |                                               |
| 2005 | Zardo Denny                                   | Osella PA20S                                  | 6 min 01 s 84                                 |                                               |
| 2006 | Pasquale Irlando                              | Osella PA21 Honda                             | 6 min 04 s 62                                 |                                               |
| 2007 | Ander Vilarino                                | Reynard                                       | 5 min 31 s 02                                 | Si                                            |
| 2008 | Zardo Denny                                   | Reynard V8 F. Nippon                          | 5 min 34 s 006                                |                                               |
| 2009 | Simone Faggioli                               | Osella Fa30 Zytek                             | 5 min 23 s 812                                | Si                                            |
| 2010 | Simone Faggioli                               | Osella Fa30 Zytek                             | 5 min 01 s 27                                 | (Pista accorciata)                            |
| 2011 | Marco Iacoangeli                              | Bmw 320i                                      | 6 min 21 s 87                                 |                                               |
| 2012 | Non disputata per mancanza di fondi           | Non disputata per mancanza di fondi           | Non disputata per mancanza di fondi           | Non disputata per mancanza di fondi           |
| 2013 | Christian Merli                               | Osella Pa2000                                 | 5 min 31 s 77                                 |                                               |
| 2014 | Simone Faggioli                               | Norma M20 FC Zytek                            | 5 min 21 s                                    | Si                                            |
| 2015 | Simone Faggioli                               | Norma M20 FC Zytek                            | 4 min 46 s                                    | (Pista accorciata)                            |
| 2016 | Non disputata per mancanza di fondi           | Non disputata per mancanza di fondi           | Non disputata per mancanza di fondi           | Non disputata per mancanza di fondi           |
| 2017 | Enrico Maione                                 | Osella PA 120 EVO                             | 5 min 28 s                                    | (Pista accorciata a 6,75 km)                  |
| 2018 | Angelo Marino                                 | Lola B99/50 Zytek                             | 5 min 06 s                                    | (Pista accorciata a 13,45 km)                 |
| 2019 | Omar Magliona                                 | Osella Pa2000 Honda                           | 2 min 55 s 99                                 | (Pista accorciata a 8,05 km)                  |
| 2020 | Non disputata a causa dell'emergenza COVID-19 | Non disputata a causa dell'emergenza COVID-19 | Non disputata a causa dell'emergenza COVID-19 | Non disputata a causa dell'emergenza COVID-19 |
| 2021 | Non disputata a causa dell'emergenza COVID-19 | Non disputata a causa dell'emergenza COVID-19 | Non disputata a causa dell'emergenza COVID-19 | Non disputata a causa dell'emergenza COVID-19 |
| 2022 | Simone Faggioli                               | Norma M20 FC Zytek                            | 4 min 51 s 17                                 | (13,45 km)                                    |
| 2023 | Simone Faggioli                               | Norma M20 FC Zytek                            | 4 min 48 s 72                                 | (13,45 km)                                    |
| 2024 | Simone Faggioli                               | Nova Proto NP01 Bardahl                       | 4 min 50 s 76                                 | (13,45 km)                                    |
| 2025 | Stefano Di Fulvio                             | Nova Proto NP01                               | 5 min 05 s 27                                 | (13,45 km)                                    |